# Passerina burchellii
Passerina burchellii är en tibastväxtart som beskrevs av Thoday. Passerina burchellii ingår i släktet Passerina och familjen tibastväxter. Inga underarter finns listade i Catalogue of Life.